# Stade métropolitain
Ne doit pas être confondu avec Union sportive métropolitaine des transports (rugby à XV) ou Union sportive métropolitaine (rugby à XV).
Actualités
Le Stade métropolitain est un club français de rugby à XV, représentant les villes de Villeurbanne et de Rillieux-la-Pape.
Il est issu en 2020 de l'association des clubs de l'ASVEL Rugby et du Rugby Club Rillieux.
Il évolue actuellement en Nationale 2.

## Histoire
| Stade métropolitain |

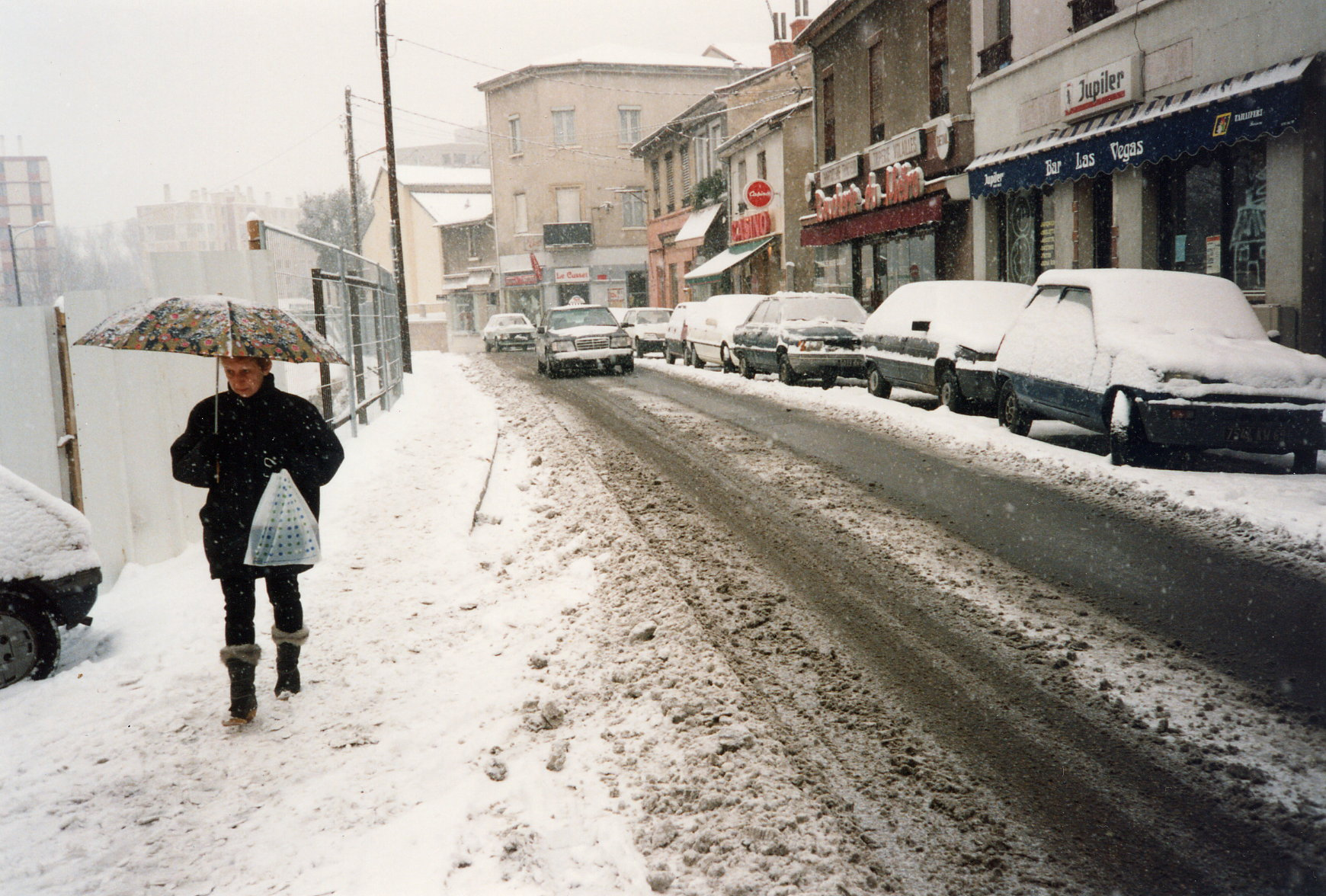
La rue Pierre Baratin à Villeurbanne où se trouve le siège du club.

Depuis le début de l'année 2020, des consultations ont lieu entre les équipes dirigeantes de deux clubs de la métropole de Lyon, l'ASVEL de Villeurbanne et le RC Rillieux de Rillieux-la-Pape, évoluant alors respectivement en Fédérale 1 et Fédérale 2, afin de s'unir autour d'une équipe recomposée. Au mois de juin, les deux clubs s'accordent lors de leurs assemblées générales respectives en vue de la création d'une « association support », sous le nom de Stade métropolitain.
De manière inédite en France, cette union n'est pas articulée autour d'une fusion classique par absorption, les deux associations d'origine subsistant, : l'équipe du Stade métropolitain prend ainsi la place de l'ASVEL en Fédérale 1, tandis qu'une seconde équipe se maintient en Fédérale 2, sous l'étiquette du RC Rillieux ; les écoles de rugby de Villeurbanne et de Rillieux sont toutes deux conservées pour les catégories des moins de 14 ans et inférieures,. Afin de permettre la création de cette nouvelle entité via un contrat d'associations existantes, la Fédération française de rugby modifie ses statuts. Les trois clubs ayant chacun leur affiliation auprès de la Fédération, les joueurs du Stade métropolitain et du RC Rillieux ne peuvent pas bénéficier d'une passerelle qui leur permettrait d'évoluer avec les deux effectifs dans une même saison.
En 2022, le club est promu dans le nouveau championnat de Nationale 2 après une victoire en barrage contre le Céret sportif.
La saison suivante, il se qualifie directement pour les quarts de finale du championnat après avoir terminé à la seconde place de sa poule. Après une victoire contre le RC Auch, le Stade Métropolitain atteint les demi-finales où ils perdent contre les futurs champions de France, le CA Périgueux.

## Personnalités du club

### Entraîneurs
- 2020- : Julien Lestang et Pascal Peyron

### Effectif actuel (2023-2024)
| Nom                      | Poste     | Naissance         | Nationalité sportive | International | Dernier club            | Arrivée au club (année) |
| ------------------------ | --------- | ----------------- | -------------------- | ------------- | ----------------------- | ----------------------- |
| François-Joseph Bordewie | Pilier    | 20 juillet 1993   | France               | -             | US bressane             | 2022                    |
| Quentin Cieslinski       | Pilier    | 14 mars 1999      | Pologne              | 2 (0)         | ASV Lavaur              | 2023                    |
| Maxime Delabrecque       | Pilier    | 21 février 1993   | France               | -             | Stade dijonnais         | 2020                    |
| Willem Johannes Harmse   | Pilier    | 19 novembre 1984  | Afrique du Sud       | -             | US bressane             | 2022                    |
| Yanis Jamet              | Pilier    | 10 octobre 1993   | France               | -             | Stade dijonnais         | 2022                    |
| Zeid Stankovic           | Pilier    | 10 juin 1992      | Bosnie-Herzégovine   | ? (?)         | ASVEL Lyon-Villeurbanne | 2020                    |
| Johan Van Wyk            | Pilier    | 12 janvier 1995   | Afrique du Sud       | -             | Beauvais RC             | 2022                    |
| Karim Khaouti            | Talonneur | 13 août 1996      | France               | -             | CS Beaune               | 2023                    |
| Clément Collomb          | Talonneur | 23 août 1998      | France               | -             | US bressane             | 2020                    |
| Ludovic Chillet          | 2e ligne  | 6 juin 1996       | France               | -             | US bressane             | 2020                    |
| Victor Estrade           | 2e ligne  | 6 mai 2000        | France               | -             | ASVEL Lyon-Villeurbanne | 2021                    |
| Werner Kotze             | 2e ligne  | 12 octobre 1995   | Afrique du Sud       | -             | SA Trélissac            | 2019                    |
| Rémy Molénat             | 2e ligne  | 12 décembre 1994  | France               | -             | CS Vienne               | 2023                    |
| Charles-Antoine Benoit   | 3e ligne  | 29 mars 1996      | France               | -             | US bressane             | 2022                    |
| Alexandre Derrien        | 3e ligne  | 6 juin 1992       | France               | -             | ASVEL Lyon-Villeurbanne | 2020                    |
| Clément Jacquand         | 3e ligne  | ?                 | France               | -             | CS Bourgoin-Jallieu     | 2023                    |
| Dimitri Jean-Étienne     | 3e ligne  | 17 juillet 1990   | France               | -             | US bressane             | 2022                    |
| Valentin Phayavong       | 3e ligne  | 24 novembre 2000  | France               | -             | Saint-Priest Rugby      | 2022                    |
| Gauthier Saieb           | 3e ligne  | 7 mai 1994        | Algérie              | 2 (0)         | ASVEL Lyon-Villeurbanne | 2020                    |
| Vladimir Susler          | 3e ligne  | 14 septembre 1994 | France               | -             | ASVEL Lyon-Villeurbanne | 2020                    |
| Antoine Boyer            | Mêlée     | 30 avril 1997     | France               | -             | SO Voiron               | 2020                    |
| William Hutteau          | Mêlée     | 12 février 1998   | France               | -             | CS Bourgoin-Jallieu     | 2023                    |
| Grégory Maiquez          | Mêlée     | 7 septembre 1985  | Espagne              | 16 (10)       | US bressane             | 2021                    |
| Thomas Marcoux           | Mêlée     | 10 juillet 1999   | France               | -             | ASVEL Lyon-Villeurbanne | 2020                    |
| Romain Petelat           | Ouverture | 17 août 1993      | France               | -             | CS Vienne               | 2022                    |
| Andy Sérélé              | Centre    | 26 novembre 1993  | Côte d'Ivoire        | 2 (0)         | ASVEL Lyon-Villeurbanne | 2020                    |
| Nicolas Authier          | Ailier    | 5 janvier 2001    | France               | -             | USA Perpignan (espoirs  | 2022                    |
| Maxime Boyer             | Ailier    | 14 février 2000   | France               | -             | AS Mâcon                | 2023                    |
| Edgar Pelosse            | Ailier    | 27 novembre 2001  | France               | -             | Oyonnax rugby (espoirs) | 2022                    |
| Théo Lopez               | Arrière   | 12 avril 1995     | France               | -             | AS Mâcon                | 2021                    |

### Joueurs emblématiques
- Iges Lapé
- Alexandre Derrien
- Cullen Collopy (en)
- Tazz Fuzani (en)
- Zeid Stanković

## Identité visuelle

### Logo
La couleur principale adoptée par le Stade métropolitain est le bleu, symbolisant la Confluence du Rhône et de la Saône, tout en conservant l'identité des deux autres associations, le vert de l'ASVEL et le rouge de Rillieux,.

Logo du Stade métropolitain depuis 2020.